# Det Danske Haveselskab – Øerne
Det Danske Haveselskab – Øerne, oprindeligt Østifternes Haveselskab, var en østdansk forening for havekultur, grundlagt 1888. Pr. 1. januar 2008 fusionerede den og blev en del af Haveselskabet.